# Vincent Bernardet
Vous lisez un « bon article » labellisé en 2017.
Pour les articles homonymes, voir Bernardet.
Vincent Bernardet, né le 23 avril 1981 à Châteauroux, est un footballeur français. D'abord attaquant, il devient arrière gauche au moment de son passage au niveau professionnel avant de terminer sa carrière au poste de défenseur central. Il est actuellement licencié au FC Déolois, club amateur situé près de Châteauroux.
Fils d'un gardien de but, il est formé au sein du club de La Berrichonne de Châteauroux et fait ses débuts comme professionnel en février 2002. Non conservé, il signe avec le Stade lavallois et découvre réellement le Championnat de France de Ligue 2. Après deux saisons comme titulaire, il est relégué sur le banc des remplaçants lors de sa troisième année en Mayenne et tente de se relancer au Stade brestois lors de la saison 2005-2006 sans y parvenir. Il continue sa carrière au Football Club de Gueugnon avant de connaître sa seule expérience à l'étranger avec l'AC Bellinzone, en Suisse, jouant deux matchs de Coupe UEFA.
En conflit avec un entraîneur adjoint, il ne joue pas pendant la deuxième partie de la saison 2008-2009 et décide de revenir en France où il signe avec le club amateur du Bourges 18. Bernardet poursuit son parcours dans les divisions semi-professionnelles, jouant trois saisons en National avec l'AS Beauvais et le Stadium Racing Colmar ou faisant une année au sein de l'ASC Biesheim. En 2014, il rejoint le Stade olympique romorantinais.
Vincent Bernardet est gaucher et efficace sur coup franc. Il totalise 175 matchs au niveau professionnel.

## Biographie

### Enfance et formation à Châteauroux
Vincent Bernardet naît le 23 avril 1981 à Châteauroux,,. Il est le fils de Jean-Luc Bernardet, ancien joueur professionnel, gardien de but remplaçant de La Berrichonne de Châteauroux dans les années 1970. Celui-ci joue une rencontre de Division 2, avec les Castelroussins, lors de la saison 1975-1976. Il prend sa première licence dans le club de son père à l'âge de sept ans,. Durant sa formation, il côtoie plusieurs futurs joueurs professionnels comme Vincent Di Bartolomeo, Rodolphe Roche ou encore Sébastien Roudet. Bernardet joue comme défenseur mais l'un de ses entraîneurs décide de le faire devenir attaquant, affirmant que le jeune joueur n'ira pas plus haut que le championnat de CFA 2 s'il poursuit sa carrière à un poste défensif. Selon le joueur, en deux saisons avec l'équipe réserve de Châteauroux, il inscrit une vingtaine de buts.
Il est appelé, pour la première fois en équipe première, qui évolue en Ligue 2, au début du mois de février 2002 pour remplacer Lilian Compan, blessé au mollet. À ce moment, il est stagiaire au sein du groupe professionnel. Il apparaît sur le banc des remplaçants lors de la rencontre contre le Stade lavallois, le 7 février 2002, et entre en jeu à la place de Sébastien Roudet, à dix minutes de la fin, pour évoluer en attaque,,. C'est la première apparition de Bernardet en professionnel et sa seule dans le groupe castelroussin.

### Amateur puis professionnel au Stade lavallois (2002-2005)
Après la saison 2001-2002, Bernardet est recruté par Victor Zvunka au Stade lavallois et signe un contrat amateur,. Ce départ de Châteauroux lui laisse « beaucoup d'amertume », n'ayant pas réussi à s'imposer au sein de La Berrichonne. L'entraîneur de Laval le fait venir avec la volonté d'en faire un défenseur latéral. Il reçoit le rôle de remplaçant au poste d'arrière gauche pour la saison à venir, et est aperçu, en juillet 2002, aux abords du terrain lors d'une rencontre amicale entre Châteauroux et Laval. Néanmoins, il devient titulaire après la blessure du latéral titulaire, touché aux ligaments croisés lors du dernier match amical de l'inter-saison,. Il marque un but sur coup franc, le 28 février 2003, sur le terrain de Grenoble Foot 38, permettant à Laval de s'imposer 1 à 0,. Il dispute quarante-deux matchs officiels sur l'ensemble de l'année dont trente-sept lors de la saison 2002-2003 et un but.
À la fin du mois de mai 2003, Bernardet signe son premier contrat professionnel, s'engageant pour deux années supplémentaires avec Laval. Il reste un titulaire récurrent du groupe mayennais lors de la première partie du championnat. Le 7 février 2004, il marque le but de la victoire 2 à 1 contre le Stade Malherbe de Caen. Sur un centre de Dramane Coulibaly, Bernardet réceptionne le ballon sur le côté gauche et marque d'une frappe de quinze mètres, sous la transversale. La semaine suivante, il marque un nouveau but, cette fois contre le Clermont Foot 63 mais ne peut empêcher la défaite de son équipe 3 à 2. Plus tard dans la saison, contre l'US Créteil-Lusitanos, il tire un pénalty mais sa frappe est repoussée par Christophe Ettori, joueur de champ ayant pris la place du gardien Rachid Bachiri, expulsé plus tôt dans la partie. Malgré ce raté, Laval l'emporte par 3 à 1. Au terme de cette saison, Bernardet affiche la statistique de trente-et-un matchs de championnat joués avec les Lavallois.
Au début de la saison 2004-2005, Vincent est relégué sur le banc des remplaçants. En six matchs, le défenseur apparaît à trois reprises sur le terrain, jouant vingt-et-une minutes en tout,. Après l'expulsion d'Aurélien Nattes (en) contre le FC Gueugnon, l'entraîneur Denis Troch définit Bernardet comme « la meilleure solution » pour pallier la suspension du titulaire. Sur ce nouveau statut de remplaçant, le latéral gauche respecte le choix du nouvel entraîneur mayennais « même si ce n'est pas toujours drôle de ne pas jouer ». Sur le fait de remplacer Nattes et de disputer son premier match comme titulaire cette saison, le joueur y voit une récompense vis-à-vis de son travail. Contre le FC Lorient, Laval n'encaisse pas de but pour la première fois de ce championnat mais Bernardet doit faire face à des problèmes de dos à l'issue de cette rencontre,. Après cette première titularisation, il retrouve sa place de titulaire et devient le joueur le plus expérimenté d'une jeune défense lavalloise. Après la fin des matchs aller, il est le seul Lavallois titulaire à ne pas avoir reçu de carton jaune dans ce championnat de Ligue 2.
Au début de l'année 2005, Bernardet ne participe pas au match amical de reprise face au Chamois niortais, se remettant d'un coup sur son pied gauche. Rétabli deux jours plus tard, il apparaît sur le banc des remplaçants contre le Stade de Reims à cause d'une fracture à un orteil,. À la mi-janvier, son indisponibilité est estimée à quinze jours. Alors que son retour est programmé pour le 31 janvier 2005, il doit le reporter à cause d'une douleur persistante. Il est annoncé sur le retour pour le 14 février 2005. Rétabli, Bernardet est envoyé en équipe réserve pour retrouver la forme et est titularisé contre le Stade plabennécois en CFA 2,. Il dispute l'ensemble de la rencontre et reçoit un carton jaune.
Bernardet ne rejouera plus avec les Lavallois sur une pelouse professionnelle et doit se contenter de matchs avec la réserve. Quelques semaines plus tard, il confie qu'il n'avait pas l'impression d'une concurrence loyale à son poste. Il affirme que malgré ses efforts, il savait qu'il ne reviendrait pas en équipe première après son remplacement par Aurélien Nattes (en). Le 11 avril 2005, il inscrit deux buts sur coup franc contre l'US Concarneau mais son équipe s'incline 3-2. En fin de contrat avec Laval, Bernardet est annoncé sur le départ, le Stade brestois étant intéressé pour le recruter. À la fin du mois de mai 2005, le journal Ouest-France affirme que Bernardet « espère se relancer en venant à Brest ». Pour sa dernière saison avec Laval, il ne joue que dix-neuf matchs.

### Saison difficile au Stade brestois (2005-2006)
Le 2 juin 2005, Vincent Bernardet s'engage officiellement avec le Stade brestois pour une durée d'une saison avec une deuxième année en option,. Il est la cinquième recrue des Brestois lors de cette période des transferts estivaux et le deuxième arrière gauche après Adrian Aliaj. Brest cherche à renforcer son aile gauche et supervise Bernardet à huit reprises lors de la saison 2004-2005, allant même le voir jouer en CFA 2. Pour Philippe Goursat, haut-responsable au sein du club, le défenseur correspond au système de jeu en 3-4-3, développé par le Stade brestois. Bernardet déclare qu'il a fait le tour à Laval après trois saisons en Mayenne, que Brest est un « très bon club pour s'épanouir », qu'il n'a pas peur de la concurrence et que son objectif est de « jouer le plus de matches possibles ».

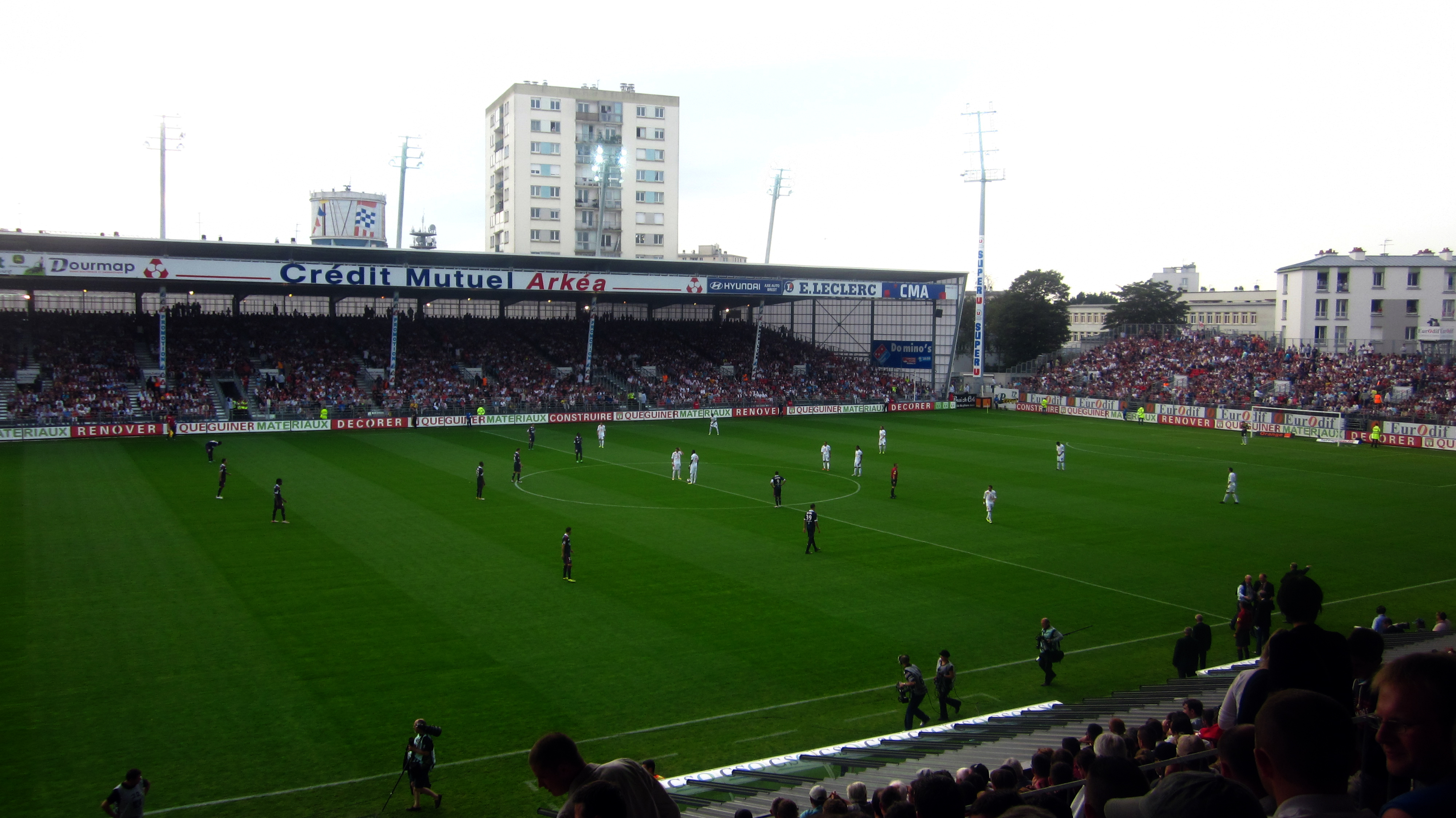
Le Stade Francis-Le Blé, enceinte du Stade brestois 29 et de Bernardet pendant une saison.

L'une de ses premières apparitions publiques avec Brest se produit le 6 juillet 2005 lors d'un match amical contre le FC Sochaux durant lequel il se montre « à l'aise techniquement », jouant seulement une mi-temps. Le joueur est même qualifié de « tonique » sur son aile gauche. Lors de cette préparation, l'entraîneur Albert Rust lui demande de se porter vers l'avant et de ne pas garder un poste de latéral défensif contrairement à ce qu'il faisait à Laval. Il profite de la blessure d'Aliaj pour être nommé titulaire lors des deux premiers matchs de la saison 2005-2006, avant d'être laissé au repos pour le troisième match du championnat. Il revient comme titulaire, la semaine suivante, pour une défaite 4 à 1 contre le SC Bastia. Ensuite, Bernardet est aperçu en équipe réserve et se blesse à un genou, sur la pelouse du Bayeux FC le 27 août 2005, après avoir reçu un mauvais coup,,. Il est laissé au repos quelques jours après ce match. Il doit attendre le 7 octobre 2005 pour faire son retour sur une pelouse professionnelle, contre son ancien club de Laval, où il est titularisé sur le côté gauche. Les Brestois sont défaits 1 à 0 mais Bernardet déclare que « Brest a fait l'un de ses meilleurs matches de la saison » et que son équipe « a montré beaucoup plus de choses que Laval ». D'ailleurs, le défenseur critique ouvertement les Mayennais, affirmant que les anciens Lavallois « ont beaucoup plus leur place [dans l'équipe de Laval] que ceux qui sont ici ».
Après ce match, Bernardet doit faire face à un passage à vide. La semaine suivante, il est dans le groupe pour affronter l'US Créteil mais n'apparaît pas sur le banc des remplaçants, devant se contenter du rôle de dix-septième homme. Ensuite, il retourne en équipe réserve et se retrouve même suspendu un match avec la CFA 2 pour une accumulation de cartons jaunes. Sélectionné dans le groupe pour la rencontre contre le FC Lorient, le 14 novembre 2005, il est, une nouvelle fois, non-présent sur le banc et envoyé en tribune. À la fin du mois de décembre 2005, il est victime d'une douleur au niveau du nerf sciatique lors d'un entraînement et doit subir des soins avant de revenir le 4 janvier 2006.
Bernardet profite du forfait de Cédric Elzéard, souffrant d'une gastro-entérite, pour apparaître sur le banc des remplaçants lors de la victoire de Brest en trente-deuxième de finale de la Coupe de France contre l'OGC Nice,. Deux mois après son dernier match de Ligue 2, le latéral gauche est titularisé contre le SC Bastia, le 16 janvier 2006, prenant la place d'Aliaj, écarté par l'entraîneur Albert Rust. Cependant, son intérim ne dure qu'une rencontre car il est remplacé, la semaine suivante, par Elzéard. L'ancien Lavallois remplace Cédric Liabeuf, en fin de match contre le Clermont Foot 63, et centre pour Pape Sarr qui marque le but de la victoire 1 à 0. À partir de ce match, le latéral gauche apparaît plus souvent comme remplaçant, entrant à quatre reprises dans les dernières minutes.
Au mois de mars, Thierry Goudet remplace Albert Rust comme entraîneur de Brest et Bernardet retrouve une place de titulaire sur le flanc gauche. Cependant, après un match contre le FC Istres, Goudet le trouve « moins tonique » que d'habitude et le remplace par Elzéard pour un match en retard de championnat contre le FC Sète 34. Il revient comme titulaire face à Lorient mais lui et ses coéquipiers s'inclinent 5-0. Après trois matchs sans jouer avec l'équipe première, il est titularisé pour la dernière rencontre de la saison 2006-2007, une victoire 1-0 contre le FC Gueugnon. Bernardet totalise dix-sept matchs sur cette année dont quinze en championnat.
À l'issue de la saison et alors qu'il lui reste un an de contrat, Thierry Goudet ne souhaite pas le conserver et Brest lui conseille de rechercher une nouvelle équipe,. Il est convoité par le FC Sète et est même défini comme une priorité par le FC Gueugnon, entraîné par Victor Zvunka,. Au début du mois de juin 2006, des négociations sont annoncées entre Bernardet et les Forgerons. Dans le même temps, Goudet affirme que le défenseur est toujours à Brest et qu'il a « encore la possibilité de se mettre dans les clous pour la prochaine saison ». Finalement, le 10 juin 2006, le contrat de Bernardet est résilié d'un commun accord entre le joueur et le club. Bernardet garde un « souvenir mitigé » de sa saison brestoise, n'ayant pas réussi à convaincre les entraîneurs.

### Relance au FC Gueugnon (2006-2008)
Le jour de la résiliation de son contrat, l'ancien Lavallois est annoncé comme assez proche de Gueugnon. L'ancien Brestois ne dispose d'aucune proposition à part celle du FCG. Il signe officiellement un contrat de deux ans, le 15 juin 2006, devenant la troisième recrue du club pour la saison à venir,. Le joueur ne vient pas à Gueugnon avec le statut de titulaire mais il est aligné pour l'ouverture de la saison contre le FC Metz où il est mis en difficulté par Franck Béria sur cette rencontre perdue 1 à 0 par les Forgerons. Dès la semaine suivante, Philippe Correia prend sa place sur le côté gauche, contre le Montpellier HSC, choix de l'entraîneur Victor Zvunka, désirant renforcer sa défense. Pour la troisième journée contre le Chamois niortais, Bernardet est appelé à la dernière minute après le forfait de Jérémie Rodrigues, malade. Il est titulaire sur le côté gauche mais ne peut empêcher la défaite de son équipe 1 à 0. Il revient comme remplaçant mais, deux semaines plus tard, Zvunka le positionne comme titulaire, lors du deuxième tour de la Coupe de la Ligue contre le FC Istres, pour ménager Correia. Le défenseur joue les 120 minutes de cette rencontre qui voit la qualification des provinciaux après les prolongations. L'entraîneur décide de le laisser au repos après ce match.
Bernardet revient comme titulaire lors de la septième journée, face au Tours FC, et dispute quatre matchs de suite à cette position. Cependant, après une défaite 6 à 1 sur la pelouse du Havre AC, Bernardet n'apparaît plus sur une pelouse professionnelle pendant six rencontres. Il est rappelé, au début du mois de novembre pour un match contre le Stade de Reims, pour faire office de sécurité en cas de forfait de dernière minute. Il est titularisé, à la place de Philippe Correia, sur le flanc gauche face à Libourne-Saint-Seurin, le 17 ovembre 2006, et inscrit un but sur penalty pour une défaite 2 à 1,. Il profite de l'absence de Correia pour reprendre sa place de titulaire et « retrouver son meilleur niveau » selon le journaliste Noémi Predan pour Le Journal de Saône-et-Loire. Malgré le retour de Correia, il conserve son poste au sein de la défense forgeronne.
Le 26 janvier 2007, Bernardet reçoit un mauvais coup sur le mollet et doit sortir avant la fin du match contre l'US Créteil, remplacé par Romain Genevois. Il ne reprend l'entraînement que six jours plus tard et doit se contenter du banc des remplaçants lors de la journée suivante, contre l'Amiens SC. Cependant, il retrouve le flanc gauche la semaine d'après. Le latéral va rester titulaire jusqu'à la fin de saison et satisfait son entraîneur, Victor Zvunka, qui affirme que le joueur « a gagné en continuité dans ses matches » et est devenu un membre important de son équipe. Il termine la saison avec trente-et-un matchs disputés dont vingt-sept en championnat et un but inscrit.
Bernardet commence la saison 2007-2008 comme titulaire lors des deux premiers matchs du championnat. Néanmoins, à la mi-août, il est envoyé en équipe réserve et est le seul professionnel du groupe B pour l'ouverture de la saison de CFA 2. Il apparaît rarement en équipe première lors de cette première partie de championnat, devant se contenter de la Coupe de France ou de la Coupe de la Ligue et est qualifié comme étant « en mal de temps de jeu » au moment du limogeage de l'entraîneur Alain Ravera en octobre. La défense de Gueugnon est marquée par les blessures et le journaliste Noémi Prédan considère que Vincent Bernardet est un joueur qui a perdu sa place sur le terrain à la suite de mauvaises performances. En décembre 2007, le joueur avoue payer ses matchs amicaux difficiles mais affirme qu'il est prêt à aider l'équipe pour se maintenir en deuxième division. Le nouvel entraîneur Alex Dupont déclare même que le latéral gauche « fait partie des gens sur qui on compte ». Bernardet est aligné, le 21 décembre 2007, face à Montpellier et doit attendre le mois de février 2008 pour redevenir un titulaire régulier sur les terrains de Ligue 2. Après neuf matchs, il est mis sur le banc et Aly Cissokho prend sa place avant de retourner en équipe B, remplacé par Laurent Morestin dans le groupe des Forgerons. À la fin de la saison, Gueugnon est relégué en National, finissant bon dernier de son championnat, et le contrat de Bernardet expire. Le joueur totalise dix-sept matchs lors de cette saison dont treize en Ligue 2.

### Expérience mitigée avec l'AC Bellinzone puis retour en France à Bourges (2008-2010)
Après son départ de Gueugnon, Bernardet rencontre l'ancien joueur Marco Simone en Bourgogne. Celui-ci lui parle du club de l'AC Bellinzone, promu en première division suisse, qui est intéressé par son profil. Lors du mois de juillet 2008, accompagné par Simone, le défenseur est mis à l'essai et participe à un match amical,. Cela se révèle concluant et le latéral gauche signe un contrat de deux ans avec Bellinzone,. Le club dispute le premier tour préliminaire de la Coupe UEFA mais Bernardet n'est pas qualifié à la fin du mois et ne peut pas jouer. Il est titularisé lors du match retour, face au Dniepr Dniepropetrovsk, qui voit la qualification des Suisses pour le premier tour de la compétition. Titulaire lors de la défaite 4 à 3 contre le Galatasaray SK, il est mis sur le banc des remplaçants pour le match retour qui voit une nouvelle défaite de son équipe face aux Turcs, 2 à 1, et leur élimination de la compétition.
Bernardet joue ensuite treize matchs de championnat ainsi qu'un match de Coupe de Suisse lors de la première partie de la saison 2008-2009. Néanmoins, en janvier 2009, le défenseur et Yacine Hima sont annoncés sur le départ. Le joueur n'apparaît à aucune reprise lors de la deuxième partie du championnat. Il affirme, en 2010 et 2011, qu'il est mis sur la touche du fait d'une mauvaise entente avec l'entraîneur adjoint et de l'arrivée d'un nouvel arrière gauche,. Bien qu'il ait signé un contrat de deux ans, il quitte le club après la fin de la saison ; les Dernières Nouvelles d'Alsace parlent même d'une fin de contrat. Le défenseur se retrouve libre lors du mercato estival 2009. À la fin du mois d'août, il passe un essai au Paris Football Club mais le départ de l'entraîneur Jean-Marc Pilorget entraîne la fin de son essai. Bernardet reçoit deux offres de clubs de National, dont une de l'AS Beauvais, mais les rejette, attendant un contrat en Ligue 2. Malgré quelques touches avec Châteauroux, il ne reçoit rien de concret. Finalement, à la fin de cette période des transferts, le latéral gauche est toujours sans club et décide de s'inscrire à Pôle emploi. Pour garder la forme, Bernardet est autorisé à s'entraîner avec la réserve castelroussine mais il ressent une lassitude à partir du mois d'octobre, voulant retrouver la compétition.
En début-décembre, il intègre l'effectif du Bourges 18, une équipe de CFA 2 en difficulté,. Cependant, le joueur et l'entraîneur Stéphane Drici sont d'accord sur le fait que si Bernardet vient à trouver une autre équipe au mois de janvier 2010, il quittera Bourges. Titulaire contre la réserve du Chamois niortais, le 5 décembre 2009, il ne joue pas à son poste de prédilection, étant aligné plus haut sur le terrain, mais il tire sur la barre transversale,. Quelques jours après l'arrivée de Bernardet, le président Marc Butet félicite l'ancien professionnel dans la presse, pour ses performances et son comportement, et le qualifie de « renfort [qu'ils n'auraient] jamais pu espérer réaliser financièrement ». Stéphane Drici déclare même que son joueur est « prêt à tout pour aider [Bourges] ». Au début de l'année 2010, il est contacté par l'Aviron bayonnais, évoluant en National, mais son statut d'ancien joueur professionnel ne permet pas aux Basques de le faire signer. Bernardet reste donc à Bourges pour la deuxième partie de saison. Cependant, elle commence mal car il est victime d'une entorse, lors des premiers jours du mois de février, et déclare forfait pour une rencontre contre la réserve du Tours FC. Jusqu'à la fin du championnat, la presse ainsi les dirigeants de Bourges vantent les performances de Bernardet et, finalement, le club se maintient en CFA 2 à l'issue de la saison.

### Titulaire à Beauvais puis détour par l'Alsace (2010-2014)
Alors qu'il est toujours à Bourges, Bernardet est contacté par Olivier Mianney, responsable du recrutement à l'AS Beauvais, jouant en National. Celui-ci l'avait déjà contacté lorsque le défenseur jouait en Suisse mais Bernardet voulait retrouver une équipe professionnelle. À la fin du mois de mai, il s'engage officiellement avec Beauvais qui vise la montée en Ligue 2. Le défenseur commence la saison comme titulaire. Cependant, lors de la deuxième journée, il est expulsé après un deuxième carton jaune contre Pacy-sur-Eure. Le journaliste du Parisien Jean-Yves Bacouël juge les deux avertissements sévères tandis que l'entraîneur Alexandre Clément est surpris par ces deux décisions de l'arbitre,. Le Beauvaisien reçoit un match de suspension automatique assorti d'un autre match avec sursis. Le 10 septembre 2010, il marque le premier but d'un match contre l'US Orléans, sur coup franc, d'une frappe du pied gauche. Beauvais s'impose 3 à 2. Le défenseur marque un autre but sur coup franc, le 15 janvier 2011, face à Pacy-sur-Eure, participant à la victoire de son équipe 3 à 2,. Sur la saison 2010-2011, Bernardet s'impose comme titulaire avant de connaître le banc sur la fin de l'année. Il dispute trente-trois matchs pour deux sur l'ensemble du championnat. Le club de Beauvais, finissant septième et ratant la montée à l'étage supérieur, décide de ne pas conserver Bernardet. Le latéral gauche est alors approché par plusieurs clubs.

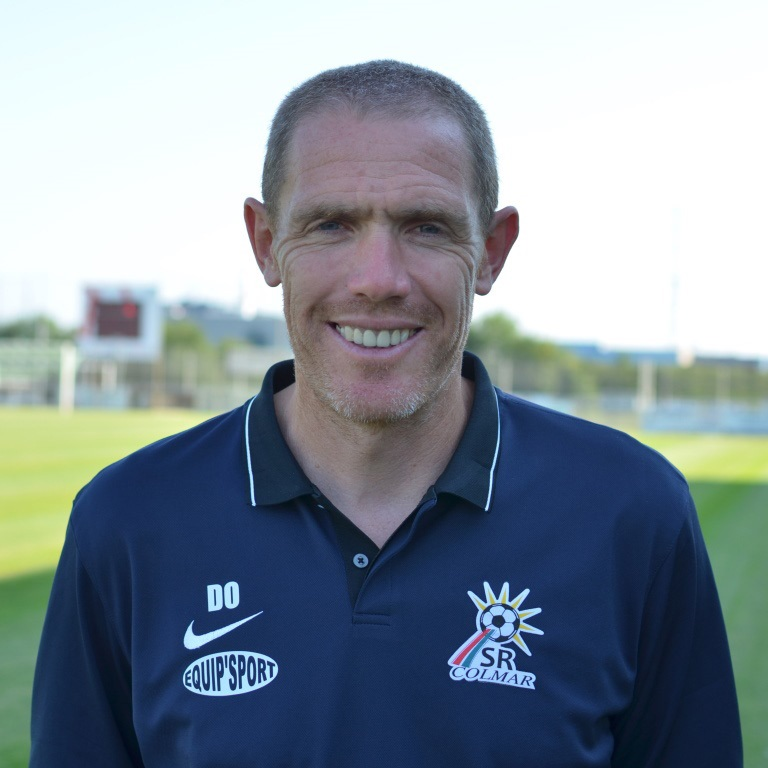
Damien Ott est l'entraîneur de Vincent Bernardet pendant sa période au SR Colmar, de 2011 à 2013.

Lors du mois de juin 2011, il s'engage avec le Stadium Racing Colmar, toujours en National, devenant la cinquième recrue du club pour la nouvelle saison. Pour justifier sa signature, il vante « une grande envie de l'entraîneur [de Colmar] et un climat familial qui est trop souvent absent dans le monde actuel du foot pro ». Le défenseur était l'une des priorités de l'entraîneur Damien Ott. Pendant la préparation, il partage le poste de latéral gauche avec Sylvain Meslien et commence la saison comme titulaire. Il est qualifié de « solide défensivement » contre le SAS Epinal et n'ayant « jamais perd[u] pied » face au Chamois niortais pour les Dernières Nouvelles d'Alsace. Il inscrit un but sur coup franc, le 21 décembre 2011, lors de la victoire 3-0 de Colmar sur le Paris FC. En mars 2012, le journaliste de ce même quotidien, Mathieu Pfeffer, affirme que le défenseur est monté en puissance tout au long de la saison après des débuts modestes. Blessé à la cuisse contre le Vannes OC, le 31 mars 2012, il est mis au repos pendant une semaine avant de revenir dans le groupe. À la fin de la saison, Colmar termine huitième et Bernardet est l'un des joueurs les plus utilisés par Damien Ott avec trente-sept match de championnat pour un but.
Il commence sa deuxième saison en Alsace toujours comme titulaire. Le 31 août 2012, il reçoit un carton rouge direct, le premier de sa carrière, contre le Red Star Football Club, pour un tacle par derrière sur Adama Sarr et en position de dernier défenseur. Il est suspendu pour les rencontres contre le FC Rouen et le Paris FC. Toutefois, Bernardet revient comme titulaire. Après une défaite 2 à 1 contre Bourg-en-Bresse, le 21 mars 2013, dans un match où le latéral gauche, repositionné comme défenseur central, a concédé un pénalty mais également marqué un but, Bernardet estime que le « pari [de son] coach s’est révélé perdant ». Dans les semaines qui suivent ses déclarations, le joueur est envoyé en équipe réserve, évoluant en CFA 2,. À la fin de la saison, Colmar termine onzième de National et Bernardet totalise vingt-cinq matchs pour un but avec l'équipe première  et neuf rencontres avec la réserve pour un but. Il n'est pas conservé au sein de l'effectif.
Bernardet entre en négociation, dès l'officialisation de son départ de Colmar, avec l'Association sportive et culturelle de Biesheim, tout juste promu en CFA 2, et rejoint cette équipe au mois de juin 2013,. Il vient pour être titularisé au sein de la défense et son entraîneur Jean-Pierre Laverny a l'objectif que l'ancien professionnel fasse progresser Florent Finance, jeune joueur évoluant également en défense. Au début de la saison, lors du quatrième tour de la Coupe de France, Bernardet est victime d'un « tacle mal maîtrisé » d'un défenseur du club de Guémar. Si son adversaire reçoit un carton rouge, le défenseur quitte ses coéquipiers sur un brancard et est transporté à l'hôpital par les pompiers où seul un hématome sur son tibia gauche est constaté. Lors de cette saison, Bernardet marque neuf buts en vingt-deux matchs de CFA 2, dont cinq pénaltys et deux coups francs, marquant notamment un doublé face à la réserve de l'ES Troyes,. Les entraîneurs du groupe C de CFA2 l'élisent dans l'équipe-type de la saison, aux côtés de Clément Lenglet dans l'axe de la défense. Le joueur ne désire pas changer d'équipe mais il pense à revenir à Châteauroux avec son épouse. Le 11 juin 2014, il est contacté par le Stade Olympique Romorantin évoluant en CFA.

### Fin de carrière à Romorantin et à Déols (depuis 2014)

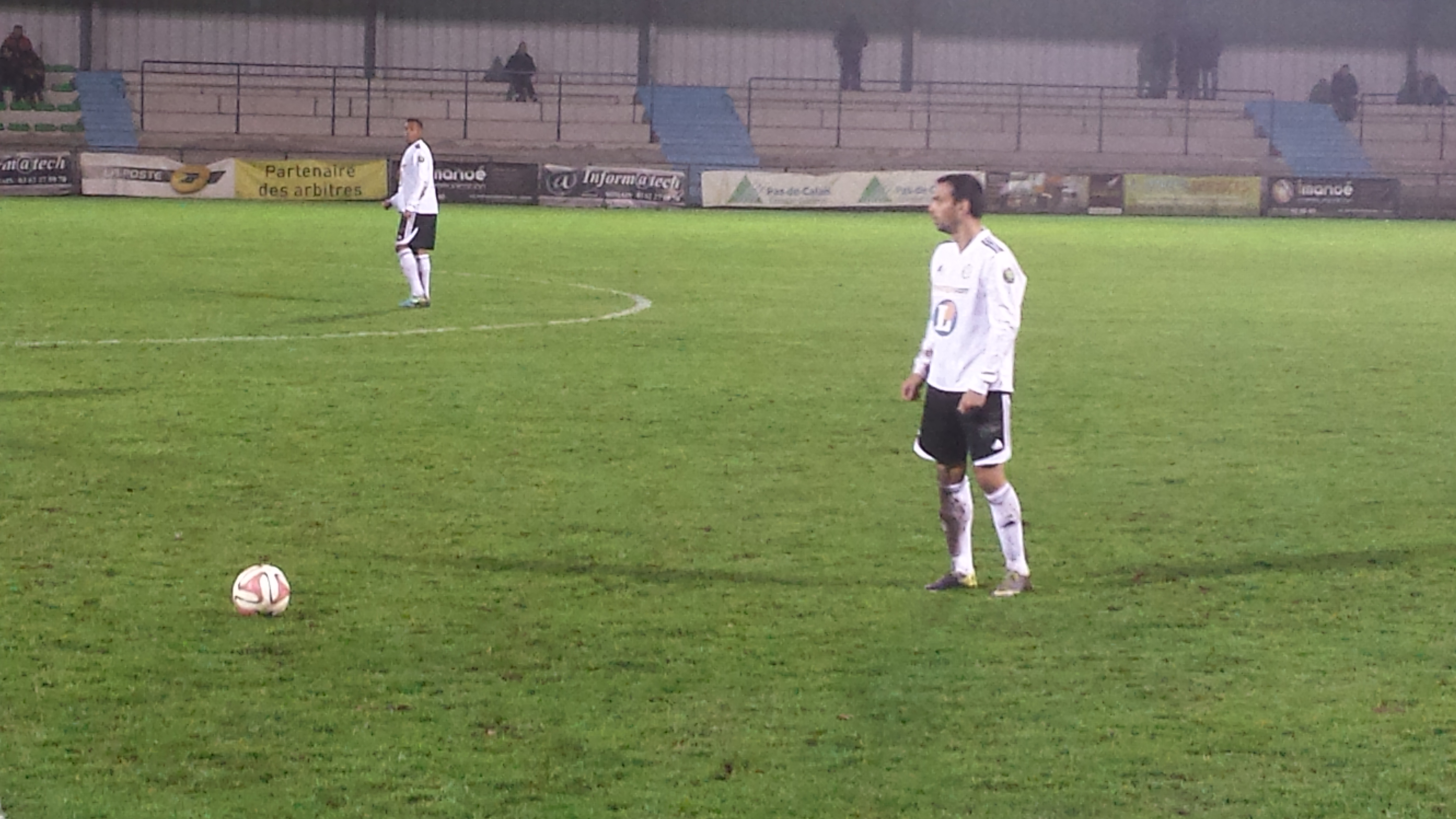
Vincent Bernardet s'apprêtant à tirer un coup franc contre la réserve du RC Lens, en novembre 2014.

Au milieu de mois de juin 2014, Vincent Bernardet s'engage avec Romorantin. Troisième recrue du mercato estival, le latéral gauche estime que cette venue au SOR est « un dernier défi » pour lui. Il est titulaire dès l'ouverture de la saison et joue vingt-six matchs de CFA lors de la saison 2014-2015. Après un match contre la réserve du LOSC Lille, le 28 mars 2015, il a un échange assez houleux avec le Lillois Alexis Araujo ; le défenseur lui reprochant ses multiples provocations. Les deux joueurs seront séparés par leurs coéquipiers. La semaine suivante, il n'est pas dans le groupe pour jouer contre l'AC Amiens et fait son retour, le 11 avril 2015, contre la réserve du Racing Club de Lens. Pour sa première saison du côté du SOR, Bernardet joue vingt-six matchs de championnat.
Toujours titulaire au début de la saison 2015-2016, il prend le poste de défenseur central droit, en plein match contre SO Cholet, après la blessure de Giany Joinville (en). Bernardet convint l'entraîneur Xavier Dudoit de l'aligner à ce poste après lui avoir dit qu'il lui arrivait de jouer comme défenseur central à Colmar. Il offre la qualification pour le sixième tour de la Coupe de France à son équipe en marquant un coup franc dans les dernières secondes de la prolongation face au Blois Football 41. Il récidive, le 12 décembre 2015, en marquant un autre but sur coup-franc contre la réserve de Football Club de Nantes et en participant à la victoire de Romorantin 2-1. Bernardet réalise une autre saison pleine avec vingt-huit matchs de championnat pour un but et reste au club. Pour la saison 2016-2017, Bernardet est repositionné comme défenseur central à partir du mois de novembre, contre la réserve du Paris Saint-Germain, après avoir rencontré quelques difficultés sur son côté gauche,,. Là aussi, il fait une saison complète, jouant vingt-huit matchs de CFA. Le club cherche à recruter en défense centrale dès la fin du championnat et le correspondant local Dany Chamfrault écrit que le joueur « prend de l'âge ». Finalement, dans le courant du mois de juillet 2017, il est défini comme possible titulaire pour la saison suivante et prolonge avec le SOR, réalisant une autre saison pleine avec trente matchs disputés.
Après quatre saisons au SOR, Bernardet quitte le club et rejoint les rangs du Football Club déolois représentant la commune de Déols se trouvant dans la banlieue de Châteauroux,. L'ancien joueur lavallois arrive « pour sécuriser l’entrejeu » de l'équipe visant le maintien en R1. Lors du mois d'août 2018, à la demande du manager général du Puy Foot 43 Auvergne Olivier Mianny, qu'il a connu lors de son passage à Beauvais, Bernardet supervise le Blois Football 41, futur adversaire du Puy, face au Vierzon FC.

## Image publique et style de jeu
En juin 2006, Le Journal de Saône-et-Loire le qualifie d'« arrière gauche très puissant, doté d'une bonne frappe de balle ». Même s'il est réputé pour jouer sur le côté gauche, il est également présenté comme pouvant évoluer au poste de milieu défensif. Damien Ott, son entraîneur au SR Colmar, affirme, en septembre 2012 dans L'Alsace, que Bernardet apporte « beaucoup de sécurité par son placement, son expérience et la qualité de son jeu ».
Michel Docquiert, ancien manager général du FC Gueugnon, le décrit comme un joueur « très sérieux dans son travail au quotidien » en avril 2007. De son côté, le journaliste des Dernières Nouvelles d'Alsace Mathieu Pfeffer le décrit comme « discret en dehors du terrain » lors de sa première saison à Colmar. Guy Thomann, journaliste de L'Alsace, parle de Bernardet comme d'« un cas [...] exemplaire » et qualifie le numéro 28 comme quelqu'un de « discret et efficace » au mois de septembre 2012. Dans ce même article, Damien Ott vante sa lucidité, le respect et la confiance qu'il a obtenu dans le vestiaire, gérant la caisse des amendes, et donc le rôle important qu'il joue à l'intérieur du groupe.

## Statistiques
| Saison                | Club                  | Championnat           | Championnat | Championnat | Coupe nationale | Coupe nationale | Coupe de la Ligue | Coupe de la Ligue | Compétition(s) continentale(s) | Compétition(s) continentale(s) | Compétition(s) continentale(s) | Total | Total |
| Saison                | Club                  | Division              | M.          | B.          | M.              | B.              | M.                | B.                | Comp.                          | M.                             | B.                             | M.    | B.    |
| 2001-2002             | LB Châteauroux        | Division 2            | 1           | 0           | 0               | 0               | 0                 | 0                 | -                              | -                              | -                              | 1     | 0     |
| 2002-2003             | Stade lavallois       | Ligue 2               | 37          | 1           | 4               | 0               | 1                 | 0                 | -                              | -                              | -                              | 42    | 1     |
| 2003-2004             | Stade lavallois       | Ligue 2               | 31          | 2           | 1               | 0               | 0                 | 0                 | -                              | -                              | -                              | 32    | 2     |
| 2004-2005             | Stade lavallois       | Ligue 2               | 16          | 0           | 1               | 0               | 2                 | 0                 | -                              | -                              | -                              | 19    | 0     |
| 2005-2006             | Stade brestois 29     | Ligue 2               | 15          | 0           | 2               | 0               | 0                 | 0                 | -                              | -                              | -                              | 17    | 0     |
| 2006-2007             | FC Gueugnon           | Ligue 2               | 27          | 1           | 3               | 0               | 1                 | 0                 | -                              | -                              | -                              | 31    | 1     |
| 2007-2008             | FC Gueugnon           | Ligue 2               | 13          | 0           | 3               | 0               | 1                 | 0                 | -                              | -                              | -                              | 17    | 0     |
| 2008-2009             | AC Bellinzone         | Super League          | 13          | 0           | 1               | 0               | -                 | -                 | C3                             | 2                              | 0                              | 16    | 0     |
| 2009-2010             | Bourges 18            | CFA 2                 | -           | -           | -               | -               | -                 | -                 | -                              | -                              | -                              | 0     | 0     |
| 2010-2011             | AS Beauvais           | National              | 33          | 2           | 0               | 0               | -                 | -                 | -                              | -                              | -                              | 33    | 2     |
| 2011-2012             | SR Colmar             | National              | 37          | 1           | 1               | 0               | -                 | -                 | -                              | -                              | -                              | 38    | 1     |
| 2012-2013             | SR Colmar             | National              | 24          | 1           | 1               | 0               | -                 | -                 | -                              | -                              | -                              | 25    | 1     |
| 2013-2014             | ASC Biesheim          | CFA 2                 | 25          | 9           | 0               | 0               | -                 | -                 | -                              | -                              | -                              | 25    | 9     |
| 2014-2015             | SO Romorantin         | CFA                   | 26          | 0           | 1               | 0               | -                 | -                 | -                              | -                              | -                              | 27    | 0     |
| 2015-2015             | SO Romorantin         | CFA                   | 28          | 1           | 1               | 0               | -                 | -                 | -                              | -                              | -                              | 29    | 1     |
| 2016-2017             | SO Romorantin         | CFA                   | 28          | 0           | 2               | 0               | -                 | -                 | -                              | -                              | -                              | 30    | 0     |
| 2017-2018             | SO Romorantin         | National 2            | 5           | 0           | 0               | 0               | -                 | -                 | -                              | -                              | -                              | 5     | 0     |
| Total sur la carrière | Total sur la carrière | Total sur la carrière | 359         | 18          | 21              | 0               | 5                 | 0                 | -                              | 2                              | 0                              | 387   | 18    |

## Vie privée
Vincent Bernardet devient père d'un garçon prénommé Noa, le soir du 22 février 2005,. En juin 2011, il est annoncé comme père de deux enfants, il s'agit d'un petit garçon nommé Ethan, le 28 octobre 2009. Au moment de sa signature à Romorantin, au mois de juin 2014, le joueur affirme qu'il « [vient] d'être papa pour la troisième fois », d'une jeune nommé Rose, le 29 août 2013.